# 1&1 Ionos
1&1 Ionos SE (wcześniej 1&1 Internet) – firma hostingowa należąca do koncernu United Internet. Została założona w 1988 roku przez Ralpha Dommermutha w Montabaur (Niemcy). Firma oferuje hosting stron internetowych, domeny, serwery oraz narzędzia do e-biznesu. Dyrektorem zarządzającym 1&1 Internet jest Robert Hoffman.
1&1 IONOS jest jednym z największych na świecie dostawców usług internetowych. Obsługuje 19 mln nazw domen i posiada ponad 13,45 mln klientów.
Firma działa w 13 krajach (Polska, Niemcy, Austria, Wielka Brytania, Rumunia, Węgry, Francja, Hiszpania, Włochy, USA, Kanada, Meksyk i Filipiny). Na polskim rynku obecna jest od 2010 roku.
1&1 IONOS posiada 10 własnych centrów danych w Europie i Stanach Zjednoczonych. Łącznie obsługują one 90 000 serwerów.

## Usługi
1&1 IONOS oferuje usługi internetowe dla firm i osób prywatnych:
- Rejestracja domen internetowych
- Hosting stron (Hosting Linux i Hosting Windows)
- Serwery (Serwery dedykowane, Serwery wirtualne, Dynamiczny Cloud Serwer)
- E-biznes (aplikacje do samodzielnego tworzenia stron WWW, narzędzia do pozycjonowania i promocji stron w Internecie Google Ads)
- Poczta e-mail
- Usługi Microsoft Office 365
- Sklepy internetowe
- Aplikacje antywirusowe
- Aplikacje do tworzenia kopii zapasowych

## Historia
- 1988: Ralph Dommermuth zakłada 1&1 Internet AG w Montabaur (Niemcy)
- 1992: Firma uruchamia usługę dostępu do Internetu
- 1998: 1&1 Internet nabywa udziały w firmie hostingowej Schlund+Partner, a grupa United Internet debiutuje na giełdzie (TecDAX).
- 2000: 1&1 Internet wchodzi na rynki Francji i Wielkiej Brytanii.
- 2003: 1&1 Internet otwiera filie w Chesterbrook (Pennsylwania, USA)
- 2006: United Internet nabywa angielską firmę hostingową Fasthosts oraz zakłada filię w Madrycie (Hiszpania).
- 2010: 1&1 Internet wchodzi na rynek polski.
- 2011 i 2012: 1&1 Internet poszerza działalność o rynki Kanady i Włoch.
- 2013: United Internet przejmuje hiszpańską firmę hostingową Arsys oraz wchodzi na rynek Meksyku.
- 2015: United Internet przejmuje polską firmę hostingową Home.pl[5]
- 2017: 1&1 kończy oferowanie produktów i świadczenie usług na polskim rynku[6]
- 2019: Firma home.pl wchodzi na rumuński rynek pod marką IONOS[7]